# دیلی نیوز مصری
دیلی نیوز مصری (عربی: دیلی نیوز إیجیبت) روزنامه مصری روزانه است که سال ۲۰۰۵ تأسیس شد و صاحب آن شرکت خدمات رسانی؛ رسانه‌های ارتباط جمعی مصری می‌باشد که وابسته به روزنامه اینترنشنال هرالد تریبیون است و سایت رسمی آن روی شبکه اینترنت است که صفحات این روزنامه به بخش‌های مختلفی تقسیم شده که شامل تجارت و بازرگانی؛ فرهنگی؛ اخبار؛ تحلیل‌های سیاسی؛ همچنین اخبار منطقه ایی عربی؛ می‌شود؛ همه این ها از طریق روزنامه دیلی ستار لبنانی نیز منتشر می‌شود.
تمامی محتوای این روزنامه از سوی تیم تحریریه مصری تولید می‌شود؛ این تنها روزنامه مستقلی است که روزانه به زبان انگلیسی در مصر منتشر و توزیع می‌شود.